# Коряжма
Коряжма (на руски: Коряжма) е град в Русия, разположен в градски огръг Коряжма, Архангелска област. Населението на града към 1 януари 2018 година е 36 742 души.